# Casse-noisettes (série télévisée)
Pour les articles homonymes, voir Casse-noisette (homonymie).
Casse-noisettes (Assaulted Nuts) est une série télévisée britannique en sept épisodes de 25 minutes, diffusée entre le 17 janvier et le 28 février 1985 sur le réseau BBC 1.
En France, la série a été diffusée dans les années 1980 sur FR3 le dimanche, à la place de Benny Hill, et entre le 12 et le 28 octobre 1993 sur Arte.

## Synopsis
Cette série aborde avec un humour typiquement britannique des sujets très variés, sous forme de sketches.

## Distribution
- Tim Brooke-Taylor
- Daniel Peacock
- Cleo Rocos
- Barry Cryer
- Wayne Knight
- William Sadler
- Elaine Hausman
- Marcelle Rosenblatt
- Elaine Kaufman
- Emma Thompson

## Commentaires
À noter, les débuts d'une actrice prometteuse : Emma Thompson.